# العلاقات الإندونيسية الهولندية
العلاقات الإندونيسية الهولندية يشير إلى العلاقات بين إندونيسيا وهولندا. يشترك كلا البلدين في علاقة خاصة، متأصلة في التاريخ المشترك للتفاعلات الاستعمارية لعدة قرون. بدأت خلال تجارة التوابل حيث أنشأت هولندا مركزًا تجاريًا لشركة الهند الشرقية الهولندية في ما يعرف الآن بإندونيسيا، قبل استعمارها على أنها جزر الهند الشرقية الهولندية حتى منتصف القرن العشرين. كانت إندونيسيا أكبر مستعمرة هولندية سابقة. في أوائل القرن الحادي والعشرين التزمت الحكومة الهولندية بتعزيز علاقتها مع إندونيسيا، مشيرة إلى أنه ينبغي تعزيز الاتصالات الاقتصادية والسياسية والشخصية.

## التاريخ
في عام 1603 بدأت شركة الهند الشرقية الهولندية عملياتها فيما يعرف الآن بإندونيسيا حيث خاضت حروبًا لتوسيع نطاقها. على الرغم من أن التاريخ الإندونيسي أظهر قوى استعمارية أوروبية أخرى، إلا أن الهولنديين هم الذين عززوا قبضتهم على الأرخبيل. بعد إفلاس المركبات العضوية المتطايرة في عام 1800، سيطرت هولندا على الأرخبيل في عام 1826. بعد ذلك حاربوا أيضًا ضد السكان الأصليين ثم فرضوا فترة من العبودية لشعب الأرخبيل حتى عام 1870، عندما تبنوا في عام 1901 "السياسة الأخلاقية الهولندية والإحياء الوطني الإندونيسي"، والتي تضمنت استثمارًا متزايدًا إلى حد ما في تعليم السكان الأصليين و إصلاحات سياسية متواضعة. ومع ذلك فقط في القرن العشرين تم تعزيز الحكم الهولندي ليصبح إندونيسيا. بعد الاحتلال الياباني خلال الحرب العالمية الثانية حاولت هولندا إعادة تأسيس حكمها، وسط صراع مرير مسلح ودبلوماسي انتهى في ديسمبر 1949. ثم أجبر الضغط الدولي الهولنديين على الاعتراف رسميًا باستقلال إندونيسيا. في عام 1956 قطعت حكومة إندونيسيا بقيادة سوكارنو جميع العلاقات الدبلوماسية مع هولندا، وهي العلاقات التي أعيدت في عام 1968 من قبل حكومة النظام الجديد.

## زيارة رفيعة المستوى
في عام 1970 قام الرئيس الإندونيسي سوهارتو بزيارة رسمية إلى هولندا، وردت بالمثل زيارة الملكة الهولندية جوليانا والأمير برنارد إلى إندونيسيا عام 1971. كما قامت الملكة بياتريكس والأمير كلاوس بزيارة ملكية إلى إندونيسيا في عام 1995. في 22 أبريل 2016 قام الرئيس ويدودو بزيارة رسمية إلى هولندا. في 10 مارس 2020 قام الملك ويليم ألكساندر بزيارة ملكية إلى إندونيسيا وقدم اعتذارًا مفاجئًا عن العنف المفرط المستخدم خلال السنوات الأولى لاستقلال إندونيسيا.

## العلاقات السياسية

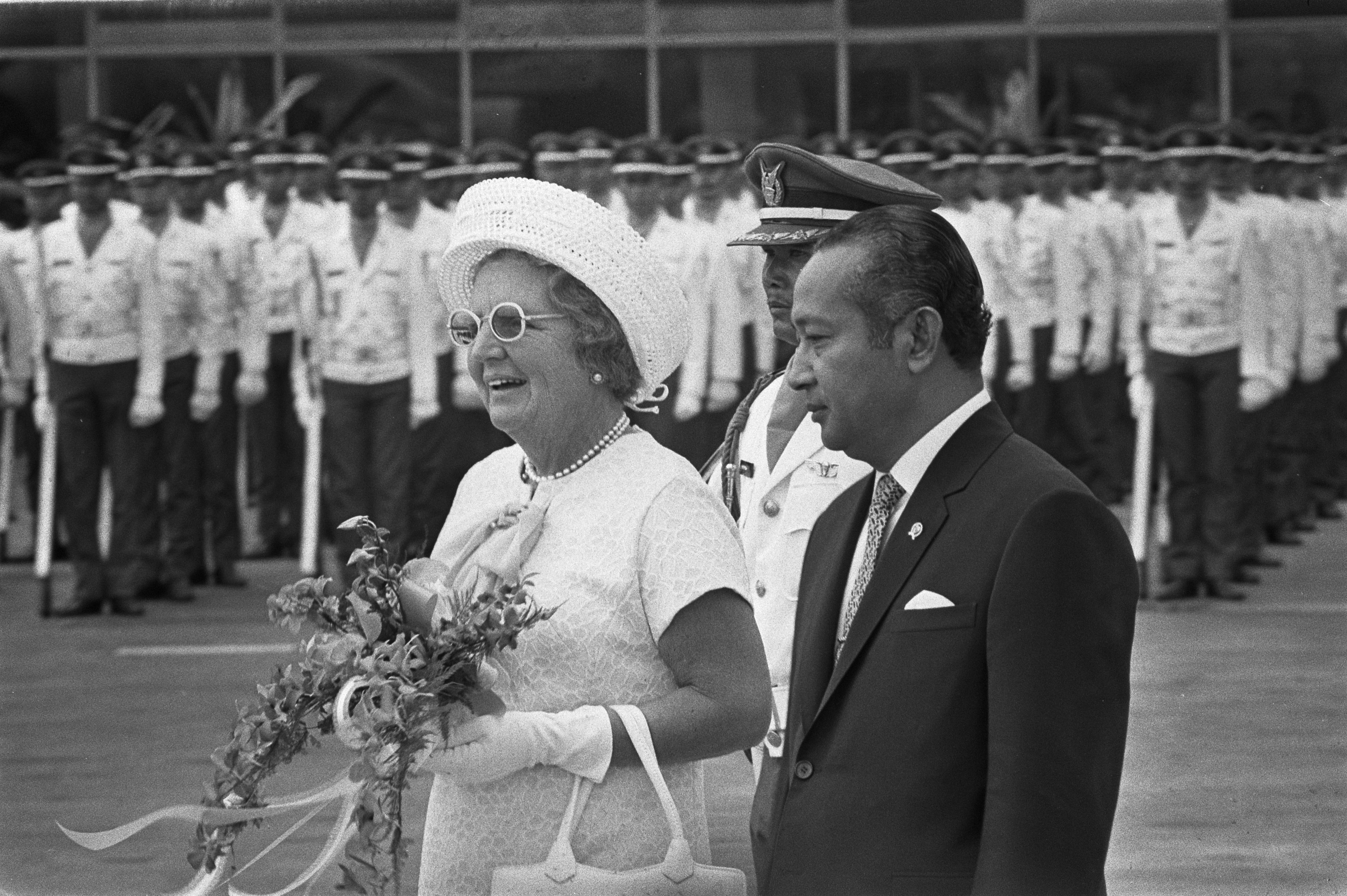
سوهارتو مع الملكة جوليانا في جاكرتا

العلاقات بين البلدين شابتها النوايا الانفصالية لحركة بابوا الغربية. بالإضافة إلى ذلك ، تسعى جمهورية جنوب مالوكو أيضًا إلى الانفصال عن إندونيسيا. في هذا السياق هاجموا أهدافًا في هولندا في السبعينيات والثمانينيات، في محاولة لإجبار البلاد على الضغط على إندونيسيا للسماح بانفصال أمتهم. ثم توترت العلاقات السياسية بعد أن رفض المسؤولون الإندونيسيون زيارة هولندا بينما سُمح للمجموعة برفع قضايا إلى المحكمة ضدهم. زعمت هولندا أن زيارة وزير الخارجية الهولندي برنارد بوت إلى إندونيسيا في عام 2005 للاحتفال بالذكرى الستين لاستقلالها تمثل لحظة تاريخية في العلاقات بين البلدين. بعد هذه الزيارة تم تكثيف العلاقات بين إندونيسيا وهولندا وتقويتها بشكل أكبر من خلال توسيع التعاون في مجموعة واسعة من المجالات.
في عام 2010 ألغى الرئيس الإندونيسي سوسيلو بامبانج يودويونو زيارة لهولندا بعد أن طلب نشطاء الجماعة من محكمة هولندية إصدار مذكرة توقيف بحقه. وأدان النشطاء الموالون لإندونيسيا هذه الخطوة في جاكرتا.

## الاقتصاد والتجارة
تعد هولندا أحد أهم شركاء إندونيسيا التجاريين في أوروبا. وبلغ حجم التجارة بين البلدين بين يناير وسبتمبر 2012 حوالي 3.314 مليار دولار أمريكي، بينما تبذل الجهود حاليًا لزيادة هذا الرقم. كان ميناء روتردام ومطار سخيبول بمثابة نقاط الدخول الرئيسية للمنتجات الإندونيسية إلى الاتحاد الأوروبي. وبالمثل رأت الشركات الهولندية في إندونيسيا كبوابة إلى سوق الآسيان الأكبر، الذي يضم أكثر من 500 مليون شخص.

### المساعدة الإنمائية
لأكثر من 25 عامًا من عام 1966 إلى عام 1992 قدمت هولندا المساعدة الإنمائية إلى إندونيسيا في إطار ترتيبات الفريق الحكومي الدولي المعني بإندونيسيا، تم تأسيس الفريق في أواخر الستينيات للمساعدة في تنسيق تدفق المساعدات الخارجية إلى إندونيسيا، وقد عقدت وترأسها الحكومة الهولندية لأكثر من عقدين خلال السبعينيات والثمانينيات. في أوائل التسعينيات بدأ وزير التعاون الإنمائي في هولندا آنذاك جان برونك ينتقد بشكل متزايد السياسة المحلية في إندونيسيا. رداً على ذلك وفي أوائل عام 1992 أشارت الحكومة الإندونيسية إلى أنها لم تعد ترغب في المشاركة في اجتماعات السنوية في لاهاي وفضلت إنشاء مجموعة استشارية جديدة للمانحين، هي الفريق الاستشاري المعني بإندونيسيا وترأسها البنك الدولي. في البداية لم تتم دعوة هولندا لحضور الاجتماعات. وفي وقت لاحق أصبحت هولندا عضوًا في المجموعة.
فيما يتعلق بالعلاقات العسكرية، يشتري الجيش الإندونيسي سفينة بحرية من الهولنديين، مثل فرقاطات طراز فان سبيك، وطرادات طراز سيجما.

## العلاقات الثقافية
تشمل آثار التأثيرات الهولندية في إندونيسيا الكلمات المستعارة من أصل هولندي باللغة الإندونيسية والمطبخ. تم اعتماد بعض الأطباق الإندونيسية وأثرت بدورها على المطبخ الهولندي. على الرغم من أن العلاقات الثقافية لم تعد قوية، إلا أن المسيحية في إندونيسيا كانت نتيجة للتبشير من قبل المبشرين الهولنديين بشكل أساسي. هناك أيضًا عدد كبير من السكان الإندونيسيين في هولندا. وقد أقام الكثير منهم كنائسهم الخاصة فيما أطلق عليه "مهمة عكسية"، في إشارة إلى المبشرين الهولنديين في المستعمرات.
إرث آخر من الحكم الاستعماري في إندونيسيا هو النظام القانوني الموروث من الهولنديين. في عام 2009 زار وزير العدل الهولندي إرنست هيرش بالين إندونيسيا فيما اعتبره البعض نقطة انطلاق لإصلاح نظامها القانوني.
عبر قرون من العلاقات الاستعمارية، كان لدى عدد من المؤسسات الثقافية في هولندا مثل متحف تروبين ومتحف ريجكس فور فولكينكوندي في ليدن مجموعات كبيرة من الآثار الإندونيسية والتحف الإثنية. كلاهما مركز رائد للدراسات الإندونيسية في أوروبا، متخصص في ثقافتها وتاريخها وعلم الآثار والإثنوغرافيا. تأسس مركز إيراسموس هويس المركز الثقافي الهولندي في عام 1970 في جاكرتا. كان من المفترض أن يكون بمثابة تعاون ثقافي لتعزيز التبادل الفني والثقافي بين إندونيسيا وهولندا. إلى جانب العديد من المعارض والعروض الموسيقية وعروض الأفلام، تُعقد بعض المحاضرات حول الثقافة الهولندية والإندونيسية بشكل منتظم في القاعة والمعرض.